# Derby Westfalii w piłce nożnej
Derby Westfalii, również Derby Zagłębia Ruhry (niem. Revierderby i Ruhrderby) – derby piłkarskie rozgrywane pomiędzy drużynami Borussii Dortmund i FC Schalke 04. Nazwa pochodzi od regionu, w którym kluby mają siedzibę – Nadrenia Północna-Westfalia: Borussia w Dortmundzie, natomiast Schalke – w Gelsenkirchen. Bilans bezpośrednich meczów z uwzględnieniem wszystkich oficjalnych pojedynków jest korzystniejszy dla „Die Königsblauen”, którzy zwyciężyli w 60 ze 160 spotkań derbowych.
W rozgrywkach ligowych częściej wygrywała ekipa Borussii – zespół ten zwyciężył 37 meczów (przy 31 remisach i 32 porażkach). W dwóch krajowych pucharach lepiej prezentują się gracze Schalke, mając na swoim koncie więcej wygranych w Pucharze Niemiec i Pucharze Ligi.

Ostatnie starcie obu ekip odbyło się 11 marca 2023 roku na Veltins-Arenie w Gelsenkirchen, gdzie padł remis 2:2.

## Kluby
| Porównanie klubów                      | Porównanie klubów                        | Porównanie klubów                           |
| -------------------------------------- | ---------------------------------------- | ------------------------------------------- |
| Borussia Dortmund                      |                                          | FC Schalke 04                               |
| 19 grudnia 1909                        | rok założenia                            | 4 maja 1904                                 |
| 8                                      | Mistrzostwo Niemiec                      | 7                                           |
| 5                                      | Puchary Niemiec                          | 5                                           |
| 6                                      | Superpuchary Niemiec                     | 1                                           |
| 1 sierpnia 1956 4:3 z Spora Luksemburg | debiut w rozgrywkach europejskich UEFA   | 26 sierpnia 1958 0:3 z Kjøbenhavns Boldklub |
| zdobywca: 1 razy finalista: 2 razy     | zdobywca lub finalista Ligi Mistrzów     | 0                                           |
| zdobywca: 0 finalista: 2 razy          | zdobywca lub finalista Ligi Europy       | zdobywca: 1 raz finalista: 0                |
| zdobywca: 0 finalista: 1 raz           | zdobywca lub finalista Superpucharu UEFA | 0                                           |
| Bundesliga                             | obecny poziom ligowy (2024/2025)         | 2. Bundesliga                               |
| Signal Iduna Park                      | stadion                                  | Veltins-Arena                               |

## Bilans
Stan na 24 października 2020
| Rozgrywki      | Mecze | Zwycięstwa Borussii | Remis | Zwycięstwa Schalke 04 | Bramki Borussii | Bramki Schalke 04 |
| -------------- | ----- | ------------------- | ----- | --------------------- | --------------- | ----------------- |
| Bundesliga     | 100   | 37                  | 31    | 32                    | 161             | 139               |
| Puchar Niemiec | 6     | 2                   | 1     | 3                     | 9               | 10                |
| Puchar Ligi    | 1     | 0                   | 0     | 1                     | 1               | 2                 |
| Superpuchar    | 1     | 0                   | 1     | 0                     | 0               | 0                 |
| Oberliga       | 32    | 15                  | 10    | 7                     | 63              | 46                |
| Gauliga        | 16    | 1                   | 1     | 14                    | 11              | 84                |
| Inne           | 4     | 1                   | 0     | 3                     | 7               | 15                |
| Łącznie        | 160   | 56                  | 44    | 60                    | 252             | 296               |